# Бретт Ліндрос
Бретт Ліндрос (англ. Brett Lindros, нар. 2 грудня 1975, Лондон) — колишній канадський хокеїст, що грав на позиції крайнього нападника. Грав за збірну команду Канади. Молодший брат відомого хокеїста Еріка Ліндроса.

## Ігрова кар'єра
Хокейну кар'єру розпочав 1992 року.
1994 року був обраний на драфті НХЛ під 9-м загальним номером командою «Нью-Йорк Айлендерс». 
Усю професійну клубну ігрову кар'єру, що тривала 2 роки, провів, захищаючи кольори команди «Нью-Йорк Айлендерс».
Загалом провів 51 матч у НХЛ.
Виступав за збірну Канади.

## Статистика

### Клубні виступи
| Сезон        | Клуб                  | Ліга         | Регулярний сезон | Регулярний сезон | Регулярний сезон | Регулярний сезон | Регулярний сезон | Плей-оф | Плей-оф | Плей-оф | Плей-оф | Плей-оф |
| Сезон        | Клуб                  | Ліга         | І                | Г                | П                | О                | ШХ               | І       | Г       | П       | О       | ШХ      |
| ------------ | --------------------- | ------------ | ---------------- | ---------------- | ---------------- | ---------------- | ---------------- | ------- | ------- | ------- | ------- | ------- |
| 1992–93      | «Кінгстон Фронтенакс» | ОХЛ          | 31               | 11               | 11               | 22               | 162              | —       | —       | —       | —       | —       |
| 1993–94      | «Кінгстон Фронтенакс» | ОХЛ          | 15               | 4                | 6                | 10               | 94               | 3       | 0       | 0       | 0       | 18      |
| 1994–95      | «Кінгстон Фронтенакс» | ОХЛ          | 26               | 24               | 23               | 47               | 63               | —       | —       | —       | —       | —       |
| 1994–95      | «Нью-Йорк Айлендерс»  | НХЛ          | 33               | 1                | 3                | 4                | 100              | —       | —       | —       | —       | —       |
| 1995–96      | «Нью-Йорк Айлендерс»  | НХЛ          | 18               | 1                | 2                | 3                | 47               | —       | —       | —       | —       | —       |
| Усього в НХЛ | Усього в НХЛ          | Усього в НХЛ | 51               | 2                | 5                | 7                | 147              | —       | —       | —       | —       | —       |

### Збірна
| Рік     | Команда | Турнір | І  | Г | П | P  | ШХ  |
| ------- | ------- | ------ | -- | - | - | -- | --- |
| 1992–93 | Канада  | ТМ     | 11 | 1 | 6 | 7  | 33  |
| 1993–94 | Канада  | ТМ     | 44 | 7 | 7 | 14 | 118 |